# Гика, Григорий
Григо́рий Алекса́ндр Ги́ка (молд. Григоре Александру Гика; 25 августа 1804 — 24 августа 1857) — последний господарь Молдавского княжества в 1849—1853 и в 1854—1856 годах, внучатный племянник Григория III Гики, дед Владимира Гики.

## Биография
Сын Александра Гики (1768—1850) от брака с Еленой Стурдза (1786—1831). После развода (1807) она вышла замуж за генерала И. М. Гартинга.
Учился в Париже; по возвращении в Moлдавию был в либеральной оппозиции против своего дяди господаря Стурдзы, сторонника России; после его падения (1849) был господарем Валахии; содействовал основанию школ, улучшению путей сообщения.
После вступления русских войск в Молдавию (1853) бежал, но вновь стал во главе правления после удаления русских (1854). Григоре Гика стремился реформировать все управление в прогрессивном направлении, но мало успел сделать; был сторонником объединения Валахии с Молдавией.
В 1856 году истек срок его полномочий и продлён не был. Гика уехал в Париж в надежде заставить Наполеона III вмешаться в румынские дела и пресечь злоупотребления Вогориди. Не смог получить аудиенцию в Тюильри и, не вынеся нападок противников объединения, покончил с собой. Похоронен на сельском кладбище Mee-сюр-Сен под Парижем.

## Награды
- Орден Святой Анны 1-й степени с алмазными украшениями (24 апреля 1851, Российская империя)[2]

## Личная жизнь

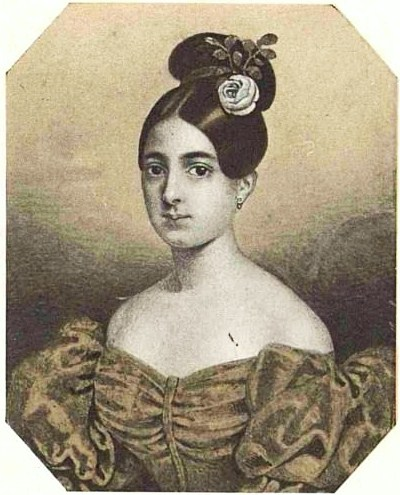
Елена Стурдза, жена

Первая жена (с 03.10.1825) — Елена Стурдза (1804—1854), дочь господаря Молдавского княжества Ионицэ Стурдза. У них было четверо детей: Екатерина (1827—1890), Константин (1828—1874), Иван (Иоан) (1830—1881) и Александр (1831—1903). После развода в 1831 году Елена стала второй женой одного из самых богатых землевладельцев в Молдавии, великого канцлера Александра Bals (1801—1864). Похоронена вместе со вторым мужем в церкви Церкви Святого Дмитрия в Яссах.
Вторая жена (с 1835) — Анна Катарги (ум. 1838), умерла при родах. Их дочери Аглая (1834—-1903; в замужестве Рэдукан- Розетти); Наталия (1835—1899) и Иоанна (род. и ум. 1838).
Третья жена (с 9.11.1856) — Ефросина Леруа (1817—1889), состояла в связи с Гика в течение нескольких лет. Их сыновья рождённые до брака: Григорий (1851—1889) и Фердинанд (1853—1933).